# Liort
Der Liort ist ein kleiner Fluss am Südwestrand des Zentralmassivs von Frankreich, der im Département Aveyron der Region Okzitanien nördlich der Stadt Albi verläuft.

## Geografie

### Verlauf
Der Liort entspringt unter dem Namen Ruisseau de la Prade an der Gemeindegrenze von Rieupeyroux und Castanet, verläuft generell Richtung Südsüdwest und mündet nach rund 19 Kilometern an der Gemeindegrenze von La Salvetat-Peyralès und Tayrac als rechter Nebenfluss in den Lézert.

### Orte am Fluss
(Reihenfolge in Fließrichtung)
- Garriguet, Gemeinde Rieupeyroux
- Le Puech Blanc, Gemeinde Castanet
- Sourbins, Gemeinde Rieupeyroux
- Salettes, Gemeinde Pradinas
- Le Moulin de Liort, Gemeinde Rieupeyroux
- Testet, Gemeinde Pradinas
- Vialarels, Gemeinde La Salvetat-Peyralès
- Montarsès, Gemeinde Tayrac
- La Faboulie, Gemeinde La Salvetat-Peyralès
- Creyssens, Gemeinde Tayrac
- La Tapie, Gemeinde La Salvetat-Peyralès